# James Kwadwo Owusu
James Kwadwo Owusu (* 19. Dezember 1927 in Kwasibuokrom; † 28. Dezember 2001) war römisch-katholischer Bischof von Sunyani.

## Leben
James Kwadwo Owusu empfing am 8. Dezember 1956 die Priesterweihe.
Papst Paul VI. ernannte ihn am 1. März 1973 zum Bischof von Sunyani. Der Erzbischof von Cape Coast, John Kodwo Amissah, weihte ihn am 30. Juni desselben Jahres zum Bischof; Mitkonsekratoren waren Peter Kwasi Sarpong, Bischof von Kumasi, und Peter Poreku Dery, Bischof von Wa.